# ひかぷぅ
ひかぷぅ（1993年9月26日 - ）は、日本のファッションモデル、ショップ店員。プラチナムプロダクション所属。本名：水嶋 ひかる。

## 来歴
北海道恵庭市出身。北海道恵庭南高等学校を卒業した後に上京し、渋谷109のカリスマショップ店員となる。2018年頃からテレビメディアにも出演するようになり、渋谷区観光大使ピンクアンバサダーに着任している。
全身ピンクのコーディネートを特徴とする。同じくピンク色の服装が特徴的である林家ペー・パー子の全身コーデを行うことを目標としているほか、松崎しげる色のように「ひかぷぅ色」が創られることも目標としている。

## 出演

### テレビ番組
- ガリゲル（2018年、読売テレビ）
- ザ!世界仰天ニュース（2021年6月15日、日本テレビ）

### 映像作品
ミュージックビデオ
- ＃037「4season」（2017年） - 出演&演出[4]

YouTube
- Caprice Fox キャンプ（2020年 - 2022年）[注 1]